# Szövetségesek (film)
A Szövetségesek (eredeti cím: Allied) 2016-ban bemutatott amerikai–brit romantikus háborús filmthriller-dráma, melyet Steven Knight forgatókönyvéből Robert Zemeckis rendezett, zenéjét Alan Silvestri szerezte. A főbb szerepekben Brad Pitt és Marion Cotillard látható.

## Cselekmény
Max Vatan a második világháború derekán egy sivatagban várja, hogy érte jöjjenek. Új megbízatását jött teljesíteni, egy német vezetőt kell megölnie. A küldetésre kapott egy társat is, Marianne-t, akivel eljátsszák, hogy házasok, hogy így könnyebben beférkőzhessenek az elit helyekre. Sikerül is nekik bejutni oda, ahova akartak, és a megbeszélt jelre féktelen lövöldözésbe kezdenek. A célpont kiiktatva, most már csak élve ki kell jutni innen. Menekülés közben megbeszélik, hogy az életüket együtt folytatják tovább, és Angliában telepednek le. Nem sokkal később össze is házasodnak és egy gyerekük is születik. De háború van, az emberek úgy élnek, mintha ez a nap lenne az utolsó, és nem tudják, hogy a bomba, ami pont most fog becsapódni, vajon őket találja-e el. Nagy a bizonytalanság, de Max-ék boldogan élnek. Aztán csörög a telefon, és Max-et egy újabb munkára hívják. De ez most nem olyan, mint a többi, leültetik egy székbe és közlik vele, hogy a felesége valószínűleg kém, és ha ez bebizonyosodik, akkor a saját kezével kell majd megölnie. Ha pedig ezt nem teszi meg, akkor felakasztják hazaárulás vádjával.

## Szereplők
| Szerep               | Színész          | Magyar hang          |
| -------------------- | ---------------- | -------------------- |
| Max Vatan            | Brad Pitt        | Stohl András         |
| Marianne             | Marion Cotillard | Ruttkay Laura        |
| Frank Heslop         | Jared Harris     | Törköly Levente      |
| George Kavanagh      | Daniel Betts     | Hevér Gábor          |
| S.O.E. tiszt         | Simon McBurney   | Bezerédi Zoltán      |
| Mrs. Sinclair        | Marion Bailey    | Zsurzs Kati          |
| Bridget Vatan        | Lizzy Caplan     | Pálmai Anna          |
| Emmanuel Lombard     | Anton Lesser     | Forgács Gábor        |
| Guy Sangster         | Matthew Goode    | Dévai Balázs         |
| Adam Hunter százados | Josh Dylan       | Ágoston Péter        |
| Hobar                | August Diehl     | Bardóczy Attila      |
| Louise               | Charlotte Hope   | Dobó Enikő           |
| Margaret             | Sally Messham    | Urbanovits Krisztina |
| Paul Delamare        | Thierry Frémont  | Szikszai Rémusz      |
| Bába                 | Maggie O'Brien   | Horváth Zsuzsa       |

## Fogadtatás

### Kritikai visszhang
A film erős közepes értékeléseket kapott. Az IMDb-n 7,1/10-re pontozták a nézők, 61402 szavazat alapján. A Metacritic oldalán 60/100 a kritikusok szerint, 44/100 kritika alapján. A Rotten Tomatoes-on 61% a kritikusok szerint, 203 kritika alapján.

### Bevételi adatok
A 85 millió dolláros költségvetésből készült film 119,5 millió dollár bevételt termelt.

### Díjak és jelölések
Oscar-díj (2016)
- jelölés: Legjobb jelmeztervezés

BAFTA-díj (2016)
- jelölés: Legjobb jelmeztervezés[2]